# Szakoly, Szabolcs-Szatmár-Bereg
Szakoly  este un sat în districtul Nagykálló, județul Szabolcs-Szatmár-Bereg, Ungaria, având o populație de 2.917 locuitori (2011). 

## Demografie
Componența etnică a satului Szakoly
     Maghiari (95,31%)
     Romi (3,92%)
     Necunoscut (0,3%)
     Alții (0,47%)
Componența confesională a satului Szakoly
     Reformați (30,68%)
     Greco-catolici (21,73%)
     Romano-catolici (15,94%)
     Fără religie (2,26%)
     Necunoscută (28,97%)
     Alte religii (0,72%)
Conform recensământului din 2011, satul Szakoly avea 2.917 locuitori. Din punct de vedere etnic, majoritatea locuitorilor (95,31%) erau maghiari, cu o minoritate de romi (3,92%). Apartenența etnică nu este cunoscută în cazul a 0,3% din locuitori. Nu există o religie majoritară, locuitorii fiind reformați (30,68%), greco-catolici (21,73%), romano-catolici (15,94%) și persoane fără religie (2,26%). Pentru 28,97% din locuitori nu este cunoscută apartenența confesională.